# Medmassa pallipes
Medmassa pallipes là một loài nhện trong họ Corinnidae.
Loài này thuộc chi Medmassa. Medmassa pallipes được Ludwig Carl Christian Koch miêu tả năm 1873.